# Башта Q1
Башта Q1 (англ. Q1 Tower) — 78 поверховий хмарочос в Голд-Кост, Австралія. Його висота до антени дорівнює 323 метри і на сьогодні він є найвищим будинком в Австралії.
Хмарочос названо на честь австралійської команди з греблевих видів спорту на Олімпіаді 1920 року — Q1(англ. Queensland Number One). Дизайн будівлі розробила компанія «Atelier SDG». Ідеєю для форми хмарочосу став олімпійський вогонь на Сіднейській олімпіаді (2000), та будівля Сіднейського оперного театру.
На 77 та 78 поверхах розташована обсерваторія, котра вміщує до 400 чоловік. З 230 метрової висоти відкривається краєвид на все узбережжя.
Башту Q1 часто використовують як майданчик для стрибків з парашутом.

## Галерея

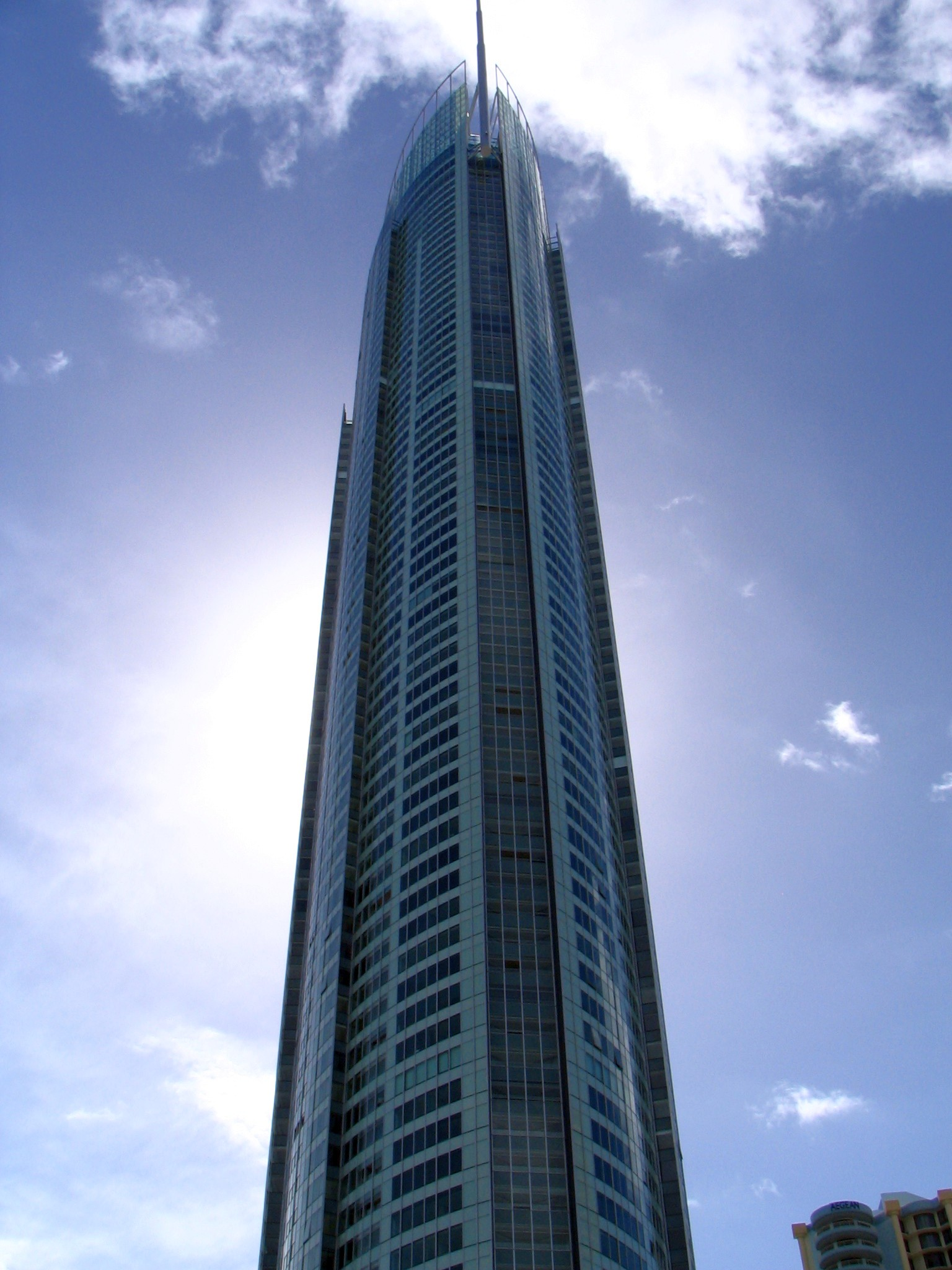
Башта Q1
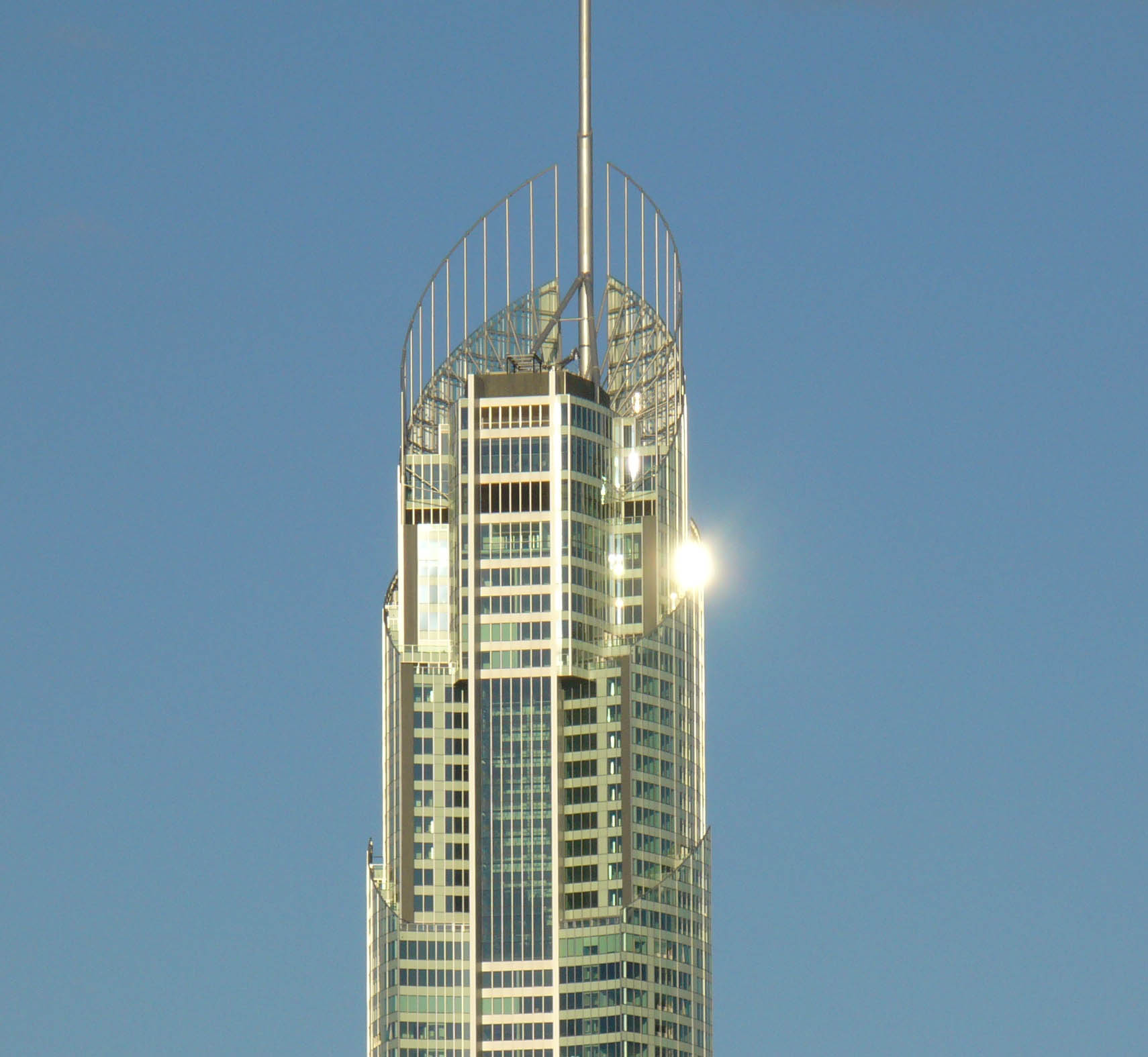
У верхній частині Q1 ззаду
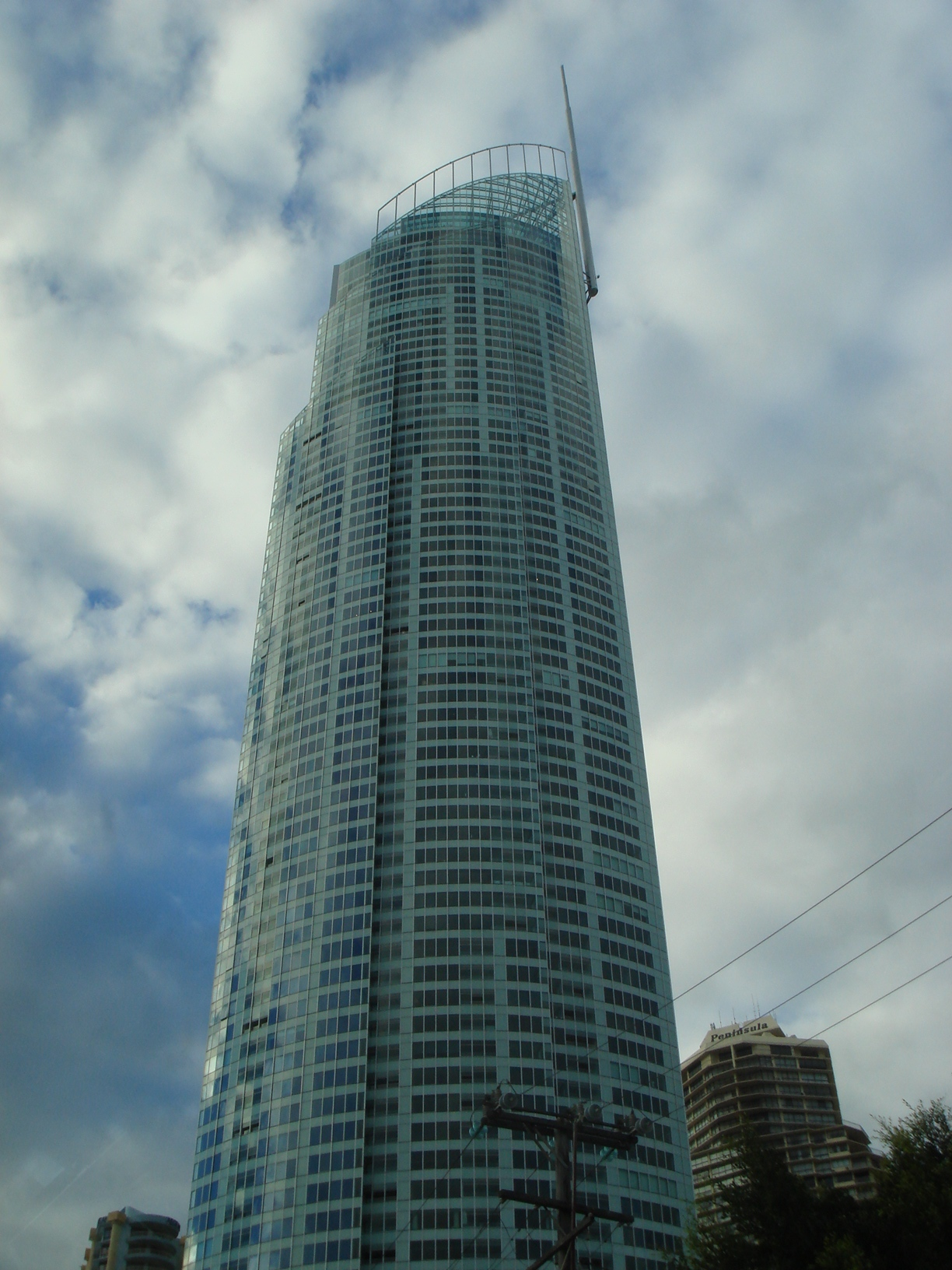
Вид Башти збоку
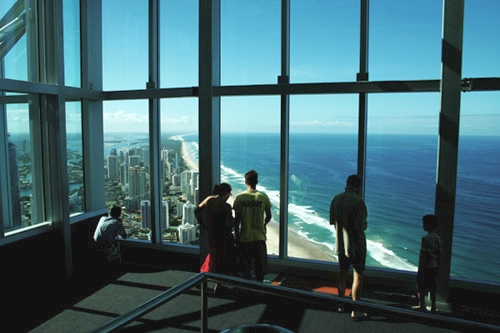
Обсерваторія
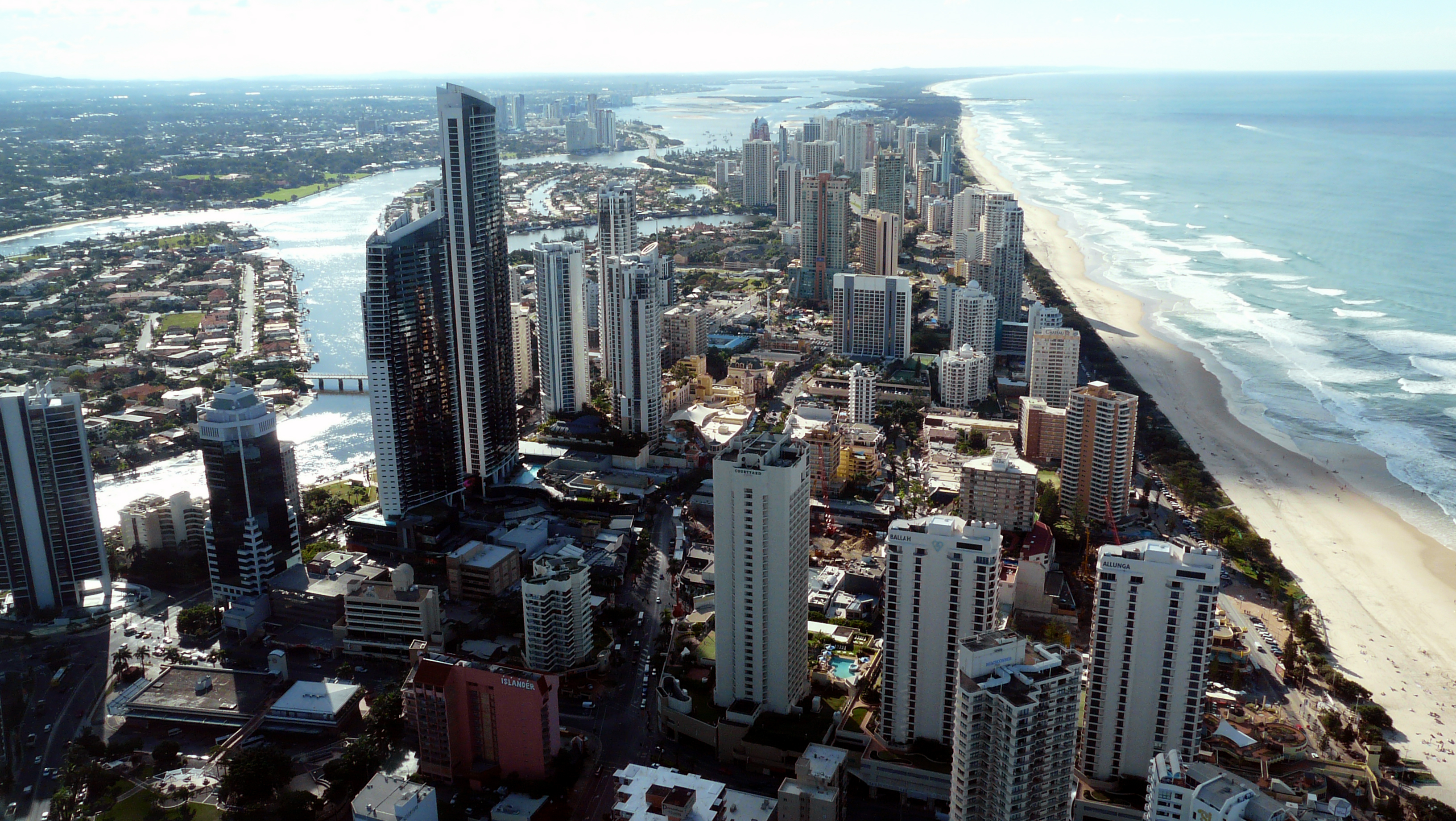
Краєвид з обсерваторії, північ
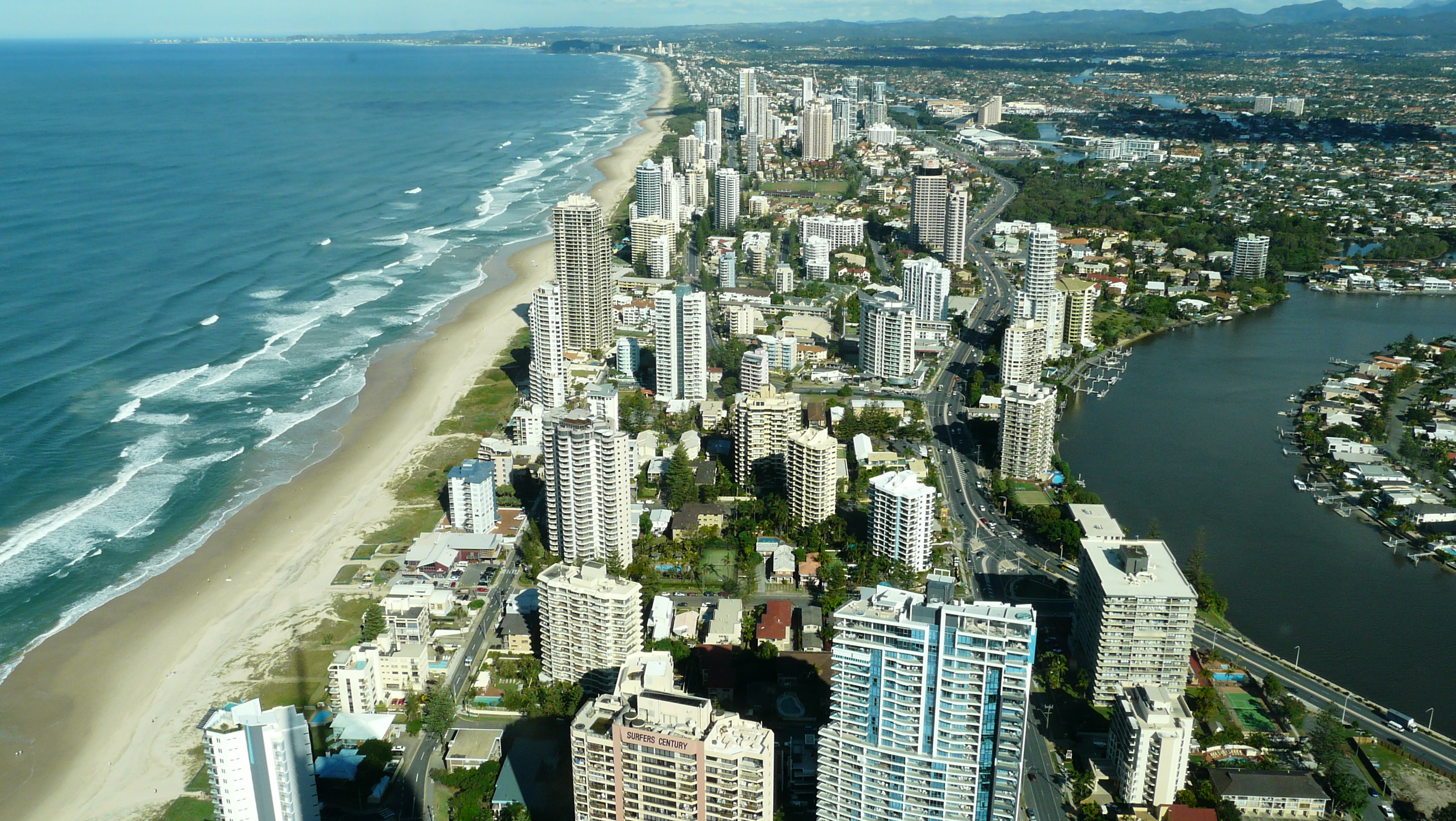
Краєвид на південь
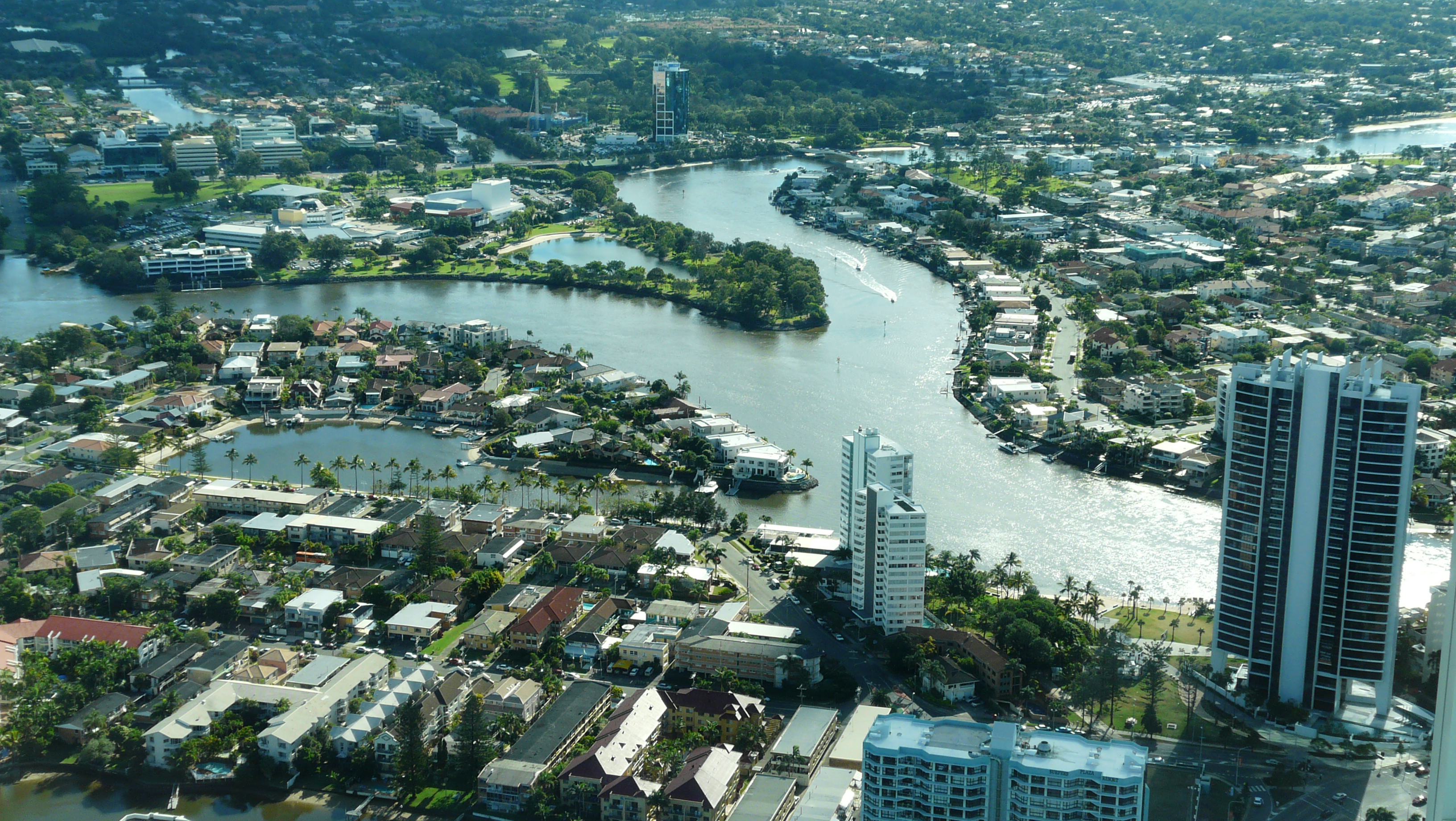
Краєвид на захід
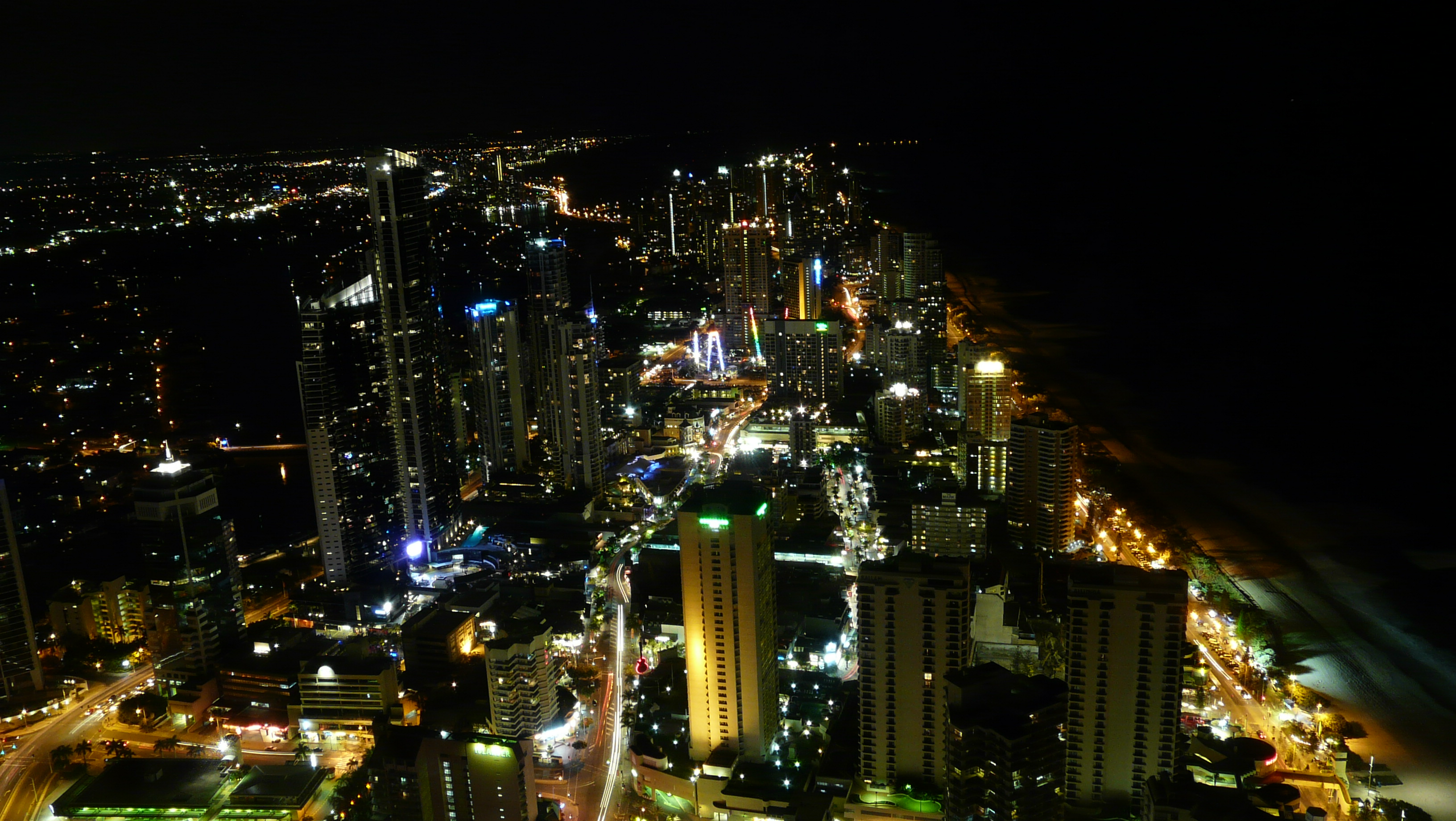
Краєвид з обсерваторії півночі, вночі